# Adamovské Kochanovce
 Adamovské Kochanovce  je obec v západním Slovensku v okrese Trenčín. Žije v nich 881 obyvatel.

## Historie
První písemná zmínka o vesnici je z roku 1332, v souvislosti s tehdejší vsí Adamovce. Obec vznikla v roce 1960 spojením tří obcí Adamovce, Kochanovce a Malé Bierovce.

## Přírodní poměry
Obec leží na úpatí Bílých Karpat asi devět kilometrů jihozápadně od Trenčína. V katastrálním území obce leží přírodní památka Kurinov vrch.

## Pamětihodnosti
Ve vsi stojí římskokatolický kostel apoštolů svatého Petra a Pavla, jedná se o barokní kostel z let 1758–1760. V kostele jsou unikátní dřevěné varhany z roku 1791. Dále se v obci nachází také evangelický kostel z roku 1784. V části Kochanovce je klasicistní kaštel z 19. století.

## Osobnosti
- Vladimír Roy, slovenský básník a překladatel, se narodil v Kochanovcích v roce 1885.
- Vladimír Kriško, byl pilot předválečného československého letectva